# Estádio Luis Franzini
O Estádio Luis Franzini é um estádio de futebol, localizado no bairro Parque Rodó na cidade de Montevidéu, capital do Uruguai. O estádio foi inaugurado em 1963, possui capacidade para 16.000 pessoas e pertence ao Defensor Sporting Club.